# Verklikkerkip
Een verklikkerkip is een kip die niet is ingeënt tegen de vogelgriep. Als gevolg van een eventuele grootschalige vaccinatie tegen de vogelgriep zou het zicht op de verspreiding van de ziekte kunnen verdwijnen. Het virus kan dan ondergronds gaan en ongemerkt elders weer opduiken. Door tussen gevaccineerde kippen een paar niet-gevaccineerde kippen te zetten en regelmatig te controleren of die ‘verklikkerkippen’ het virus uit de lucht oppikken kan de verspreiding van het virus in de gaten worden gehouden.
In 2003 werden na het ruimen van kippen ten tijde van de vogelpest epidemie 'verklikkerkippen' ingezet ter controle of het virus uit de stallen was verdwenen.